# JScript .NET
JScript .NET ist eine von Microsoft entwickelte objektorientierte Skriptsprache mit einer Vielzahl von Anwendungsbereichen. JScript .NET gewährleistet vollständige Abwärtskompatibilität mit früheren Versionen von JScript, erweitert um neue Features und bietet Zugriff auf die Common Language Runtime und somit auf den .Net-Framework.
Als Compiler wird von Microsoft jsc.exe im frei verfügbaren .NET SDK geliefert. JScript .NET ist als Teil des .NET Framework 1.0, 1.1 und 2.0 verfügbar.
JScript .NET wird nicht von Microsofts Entwicklungsumgebung Visual Studio .NET unterstützt.

## Versionen
- .NET Framework 1.0 → JScript .NET 7.0
- .NET Framework 1.1 → JScript .NET 7.1
- .NET Framework 2.0 → JScript .NET 8.0